# Hans-Göran Kåvemo
Hans-Göran Kåvemo, född den 10 november 1929 i Kvissleby utanför Sundsvall, död den 29 december 1986 i Sundsvall, var en svensk målare, tecknare och grafiker.
Kåvemo studerade vid Grafiska skolan Forum i Malmö och för Gustaf Walles i Sundsvall. Han medverkade i ett flertal samlings- och vandringsutställningar. Hans konst består av akvareller och litografier samt teckningar i tusch. Kåvemo är representerad vid Malmö museum, Sundsvalls museum och i några landsting.